# Choquet-Theorie
Die Choquet-Theorie (nach Gustave Choquet) ist eine mathematische Theorie aus dem Teilgebiet der Funktionalanalysis. Sie präzisiert die Vorstellung, dass die Punkte einer kompakten, konvexen Menge eines lokalkonvexen Raumes als „Mittelung“ über die Menge der Extremalpunkte dieser Menge dargestellt werden können.

## Der endlichdimensionale Fall
Ist {\displaystyle K\subset E} eine kompakte, konvexe Menge eines {\displaystyle n}-dimensionalen reellen Vektorraums, so kann man jeden Punkt {\displaystyle x_{0}} aus {\displaystyle K} nach dem Satz von Minkowski als Konvexkombination von {\displaystyle n+1} Extremalpunkten {\displaystyle y_{0},\ldots ,y_{n}} darstellen, etwa {\displaystyle x_{0}=\lambda _{0}y_{0}+\ldots +\lambda _{n}y_{n}}, wobei {\displaystyle \lambda _{i}\in [0,1]} und {\displaystyle \textstyle \sum _{i=0}^{n}\lambda _{i}=1}. Bezeichnet {\displaystyle \varepsilon _{y_{i}}} das Einpunktmaß in {\displaystyle y_{i}}, so folgt für jede affine Abbildung {\displaystyle a\colon K\mapsto \mathbb {R} }
{\displaystyle a(x_{0})=\sum _{i=0}^{n}\lambda _{i}a(y_{i})=\int _{\mathrm {ex} (K)}a(x)\,\mathrm {d} \sum _{i=0}^{n}\lambda _{i}\varepsilon _{y_{i}}(x)},
wobei {\displaystyle \mathrm {ex} (K)} für die Menge der Extremalpunkte stehe. Das erste Gleichheitszeichen folgt aus der angegebenen Konvexkombination für {\displaystyle x_{0}} und der Affinität von {\displaystyle a}, das zweite ist klar, da die rechte Seite nur eine maßtheoretische Schreibweise der linken Summe ist. In diesem Sinne kann also jeder Punkt aus {\displaystyle K} als Mittelung bezüglich eines auf der Menge der Extremalpunkte konzentrierten Wahrscheinlichkeitsmaßes dargestellt werden. Die Choquet-Theorie beschäftigt sich mit unendlichdimensionalen Verallgemeinerungen dieses Sachverhaltes.

## Allgemeine Situation
Es sei {\displaystyle K\subset E} eine kompakte, konvexe Menge eines lokalkonvexen Raums. Dann ist {\displaystyle {\overline {\mathrm {ex} (K)}}}, der Abschluss der Menge der Extremalpunkte von {\displaystyle K}, ebenfalls kompakt.
Es sei {\displaystyle A(K)} der Raum aller stetigen, affinen Abbildungen auf {\displaystyle K} mit Werten in den reellen Zahlen. 
Die Restriktionsabbildung {\displaystyle \varphi \colon A(K)\rightarrow C\left({\overline {\mathrm {ex} (K)}}\right),a\mapsto a|_{\overline {\mathrm {ex} (K)}}} in die Algebra der stetigen Funktionen ist isometrisch, wie leicht aus dem Satz von Krein-Milman folgt, denn {\displaystyle \{x\in K;\,a(x)=\sup a(K)\}} ist eine abgeschlossene Seite, die ihrerseits Extremalpunkte von {\displaystyle K} enthalten muss. 
{\displaystyle A(K)} kann in diesem Sinne als Teilraum von {\displaystyle C\left({\overline {\mathrm {ex} (K)}}\right)} aufgefasst werden.
Sei nun {\displaystyle x_{0}\in K} ein Punkt, den wir über die Menge der Extremalpunkte „mitteln“ wollen. Die Abbildung {\displaystyle a\mapsto a(x_{0})} ist ein positives, stetiges, lineares Funktional auf {\displaystyle A(K)} mit Norm 1 und kann nach dem Satz von Hahn-Banach normgleich zu einem stetigen linearen Funktional nach {\displaystyle C({\overline {\mathrm {ex} (K)}})} fortgesetzt werden. Nach dem Darstellungssatz von Riesz-Markow gibt es daher ein reguläres Borelmaß auf {\displaystyle {\overline {\mathrm {ex} (K)}}}, so dass folgende Formel gilt:
{\displaystyle a(x_{0})=\int _{\overline {\mathrm {ex} (K)}}a(x)\,\mathrm {d} \mu (x)\qquad {\text{für alle }}a\in A(K)}
Das notiert man auch kurz als
{\displaystyle x_{0}=\int _{\overline {\mathrm {ex} (K)}}x\,\mathrm {d} \mu (x)},
was aber nichts anderes als die vorangegangene Formel bedeuten soll. Man sagt in diesem Fall, der Punkt {\displaystyle x_{0}} sei durch das Maß {\displaystyle \mu } dargestellt. In diesem Sinne liefert der Satz von Krein-Milman für einen Punkt {\displaystyle x_{0}\in K} also eine Art Mittelung über {\displaystyle {\overline {\mathrm {ex} (K)}}}, der Punkt {\displaystyle x_{0}} ergibt sich als Integral nach einem Maß auf dem Abschluss der Menge der Extremalpunkte. 
In vielen unendlichdimensionalen Fällen ist der Abschluss der Menge aller Extremalpunkte gleich der kompakten, konvexen Menge selbst, so dass obige Aussage uninteressant wird, da man als Maß dann das Einpunktmaß in {\displaystyle x_{0}} nehmen kann. Es wäre daher besser, wenn man wie im endlichdimensionalen Fall  auf die Abschlussbildung verzichten könnte, aber die Menge der Extremalpunkte ist im Allgemeinen keine Borelmenge, so dass man nicht von Borelmaßen auf dieser Menge sprechen kann.
Ist die kompakte konvexe Menge aber sogar metrisierbar, so tritt dieser Fall nicht auf, und der Satz von Choquet liefert eine Darstellung der gewünschten Art. Im nicht-metrisierbaren Fall muss man wegen der fehlenden Messbarkeit anders formulieren und kommt zum Satz von Bishop-de Leeuw.

## Satz von Choquet
Ist die kompakte, konvexe Menge metrisierbar, so liegen die oben erwähnten Messbarkeitsprobleme nicht vor, denn dann ist die Menge der Extremalpunkte eine Gδ-Menge und daher Borel-messbar.
- Satz von Choquet[3] (1956) : Sei {\displaystyle K} eine metrisierbare, kompakte, konvexe Menge eines lokalkonvexen Raums und {\displaystyle x_{0}\in K}. Dann gibt es ein Wahrscheinlichkeitsmaß {\displaystyle \mu } mit Träger in {\displaystyle {\mathrm {ex} (K)}}, das den Punkt {\displaystyle x_{0}} darstellt.

## Satz von Bishop-de Leeuw
Wenn die kompakte, konvexe Menge nicht metrisierbar ist, so kann es vorkommen, dass die Menge der Extremalpunkte nicht messbar ist, und die Aussage, ein Maß habe Träger in der Menge der Extremalpunkte, hat keinen Sinn. Man könnte diese Bedingung abschwächen, indem man fordert, dass das Maß auf jeder Borelmenge, die mit der Menge der  Extremalpunkte einen leeren Schnitt hat, verschwindet. Aber selbst das erweist sich als nicht ausreichend, man muss zusätzlich die betrachteten Borelmengen reduzieren. 
Unter dem baireschen σ-Ring, benannt nach R. L. Baire, versteht man den von allen kompakten Gδ-Mengen erzeugten σ-Ring. Die Elemente dieses {\displaystyle \sigma }-Ringes heißen auch Baire-Mengen.
- Satz von Bishop-de Leeuw[4] (1959): Sei {\displaystyle K} eine kompakte, konvexe Menge eines lokalkonvexen Raums und {\displaystyle x_{0}\in K}. Dann gibt es ein Wahrscheinlichkeitsmaß {\displaystyle \mu } auf {\displaystyle K}, das auf jeder zur Menge der Extremalpunkte disjunkten Baire-Menge verschwindet und den Punkt {\displaystyle x_{0}} darstellt.

## Bemerkungen
Der Satz von Bishop-de Leeuw, der auch manchmal Satz von Choquet-Bishop-de Leeuw genannt wird, ist eine echte Verallgemeinerung des Satzes von Choquet, denn in einem kompakten, metrisierbaren Raum ist jede abgeschlossene Menge eine kompakte {\displaystyle G_{\delta }}-Menge.
Der Satz von Bishop-de Leeuw verschärft den Satz von Krein-Milman, denn letzterer lässt sich leicht aus ersterem zurückgewinnen. Ist {\displaystyle x_{0}} Punkt einer kompakten, konvexen Menge, so hat ein darstellendes Maß aus dem Satz von  Bishop-de Leeuw offenbar den Träger im Abschluss der Menge der Extremalpunkte. Indem man das Maß durch diskrete Maße approximiert, sieht man, dass  
{\displaystyle x_{0}} im Abschluss der konvexen Hülle von {\displaystyle {\overline {\mathrm {ex} (K)}}} liegt, woraus sich nun leicht der Satz von Krein-Milman ableiten lässt.
Die hier vorgestellten Sätze haben Anwendungen in der Theorie der Banachalgebren, was dann zum Begriff des Choquet-Randes führt, und auch in anderen Bereichen der Funktionalanalysis. Für weiterführende Einzelheiten wird auf das unten angegebene Lehrbuch von R.R. Phelps verwiesen.